# Torreblanca

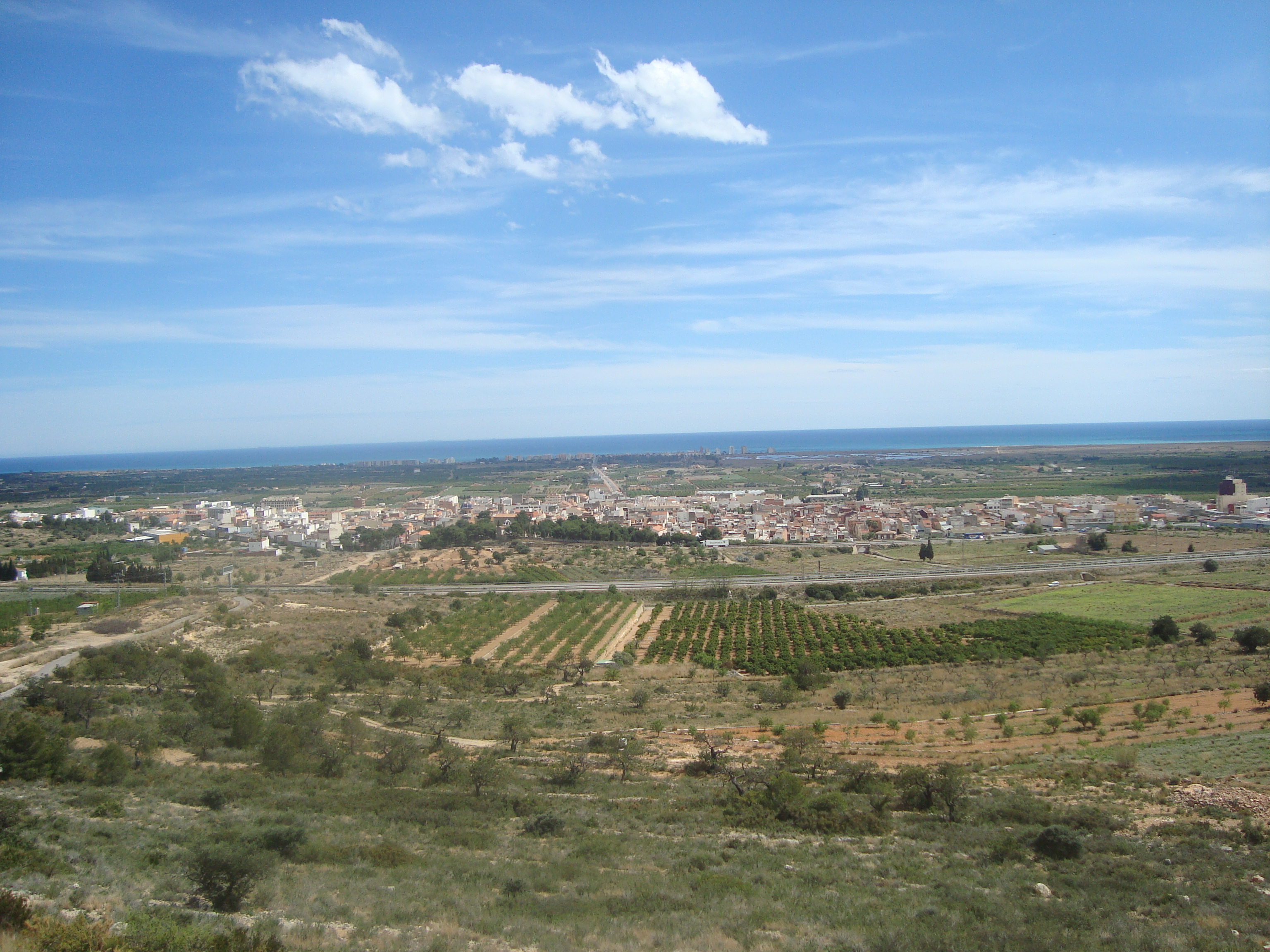
Torreblanca

Torreblanca là một đô thị trong tỉnh Castellón, Cộng đồng Valencia, Tây Ban Nha. Đô thị Torreblanca có diện tích km², dân số theo điều tra năm 2010 của Viện thống kê quốc gia Tây Ban Nha là người. Đô thị Torreblanca nằm ở khu vực có độ cao mét trên mực nước biển.

## Tham khảo

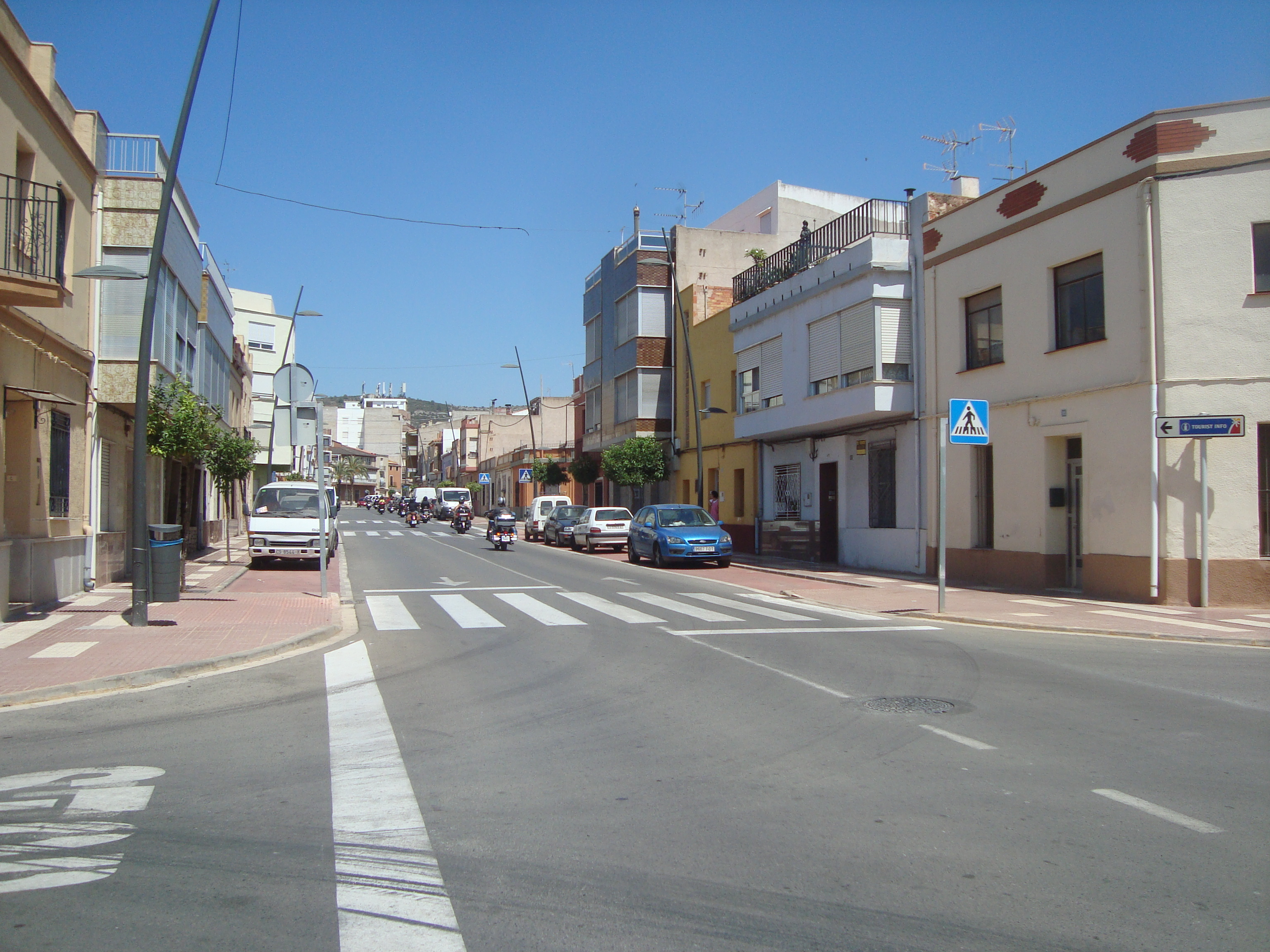
Torreblanca (Castellón).

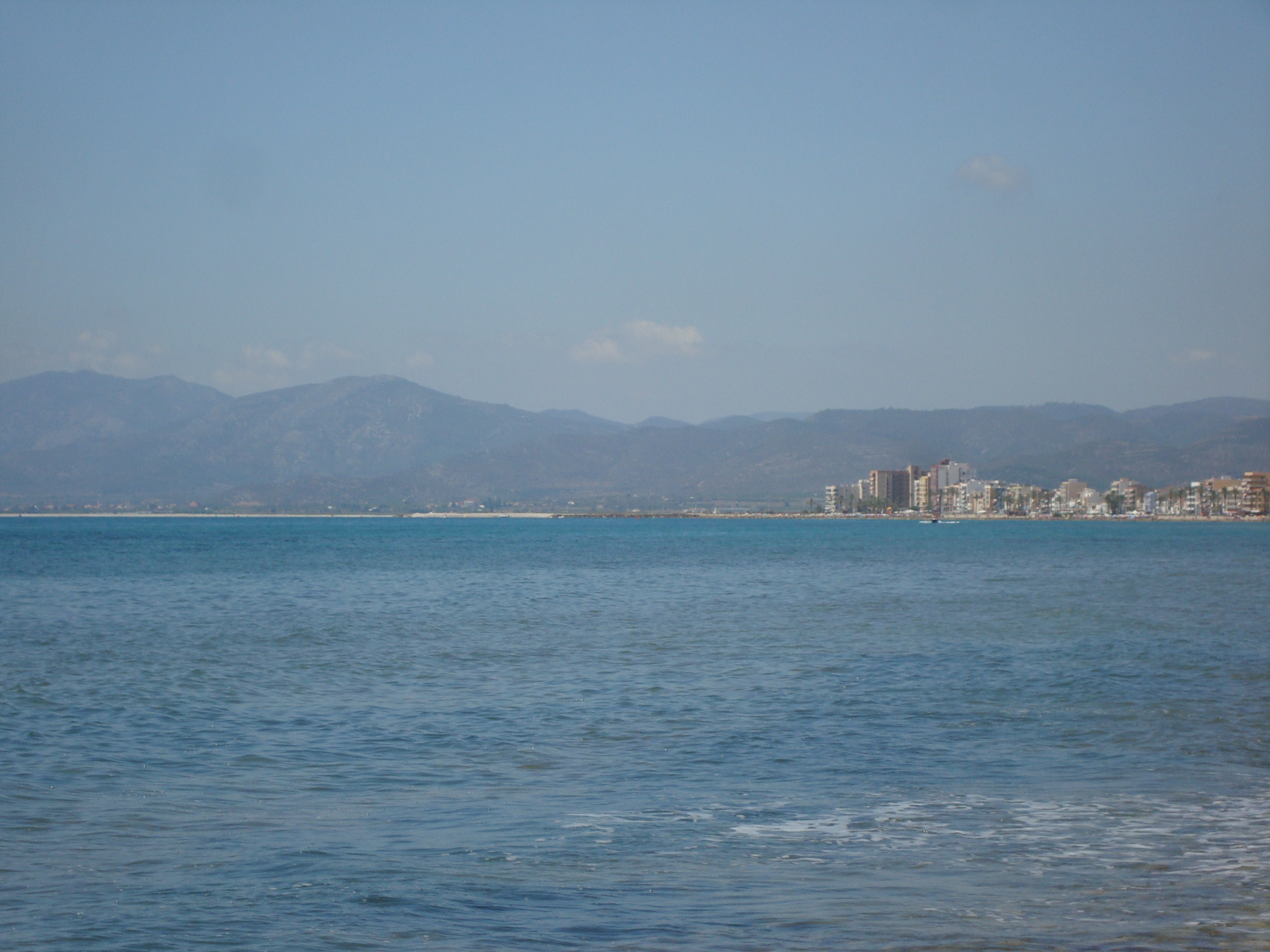
Costa de Torreblanca, Castellón.

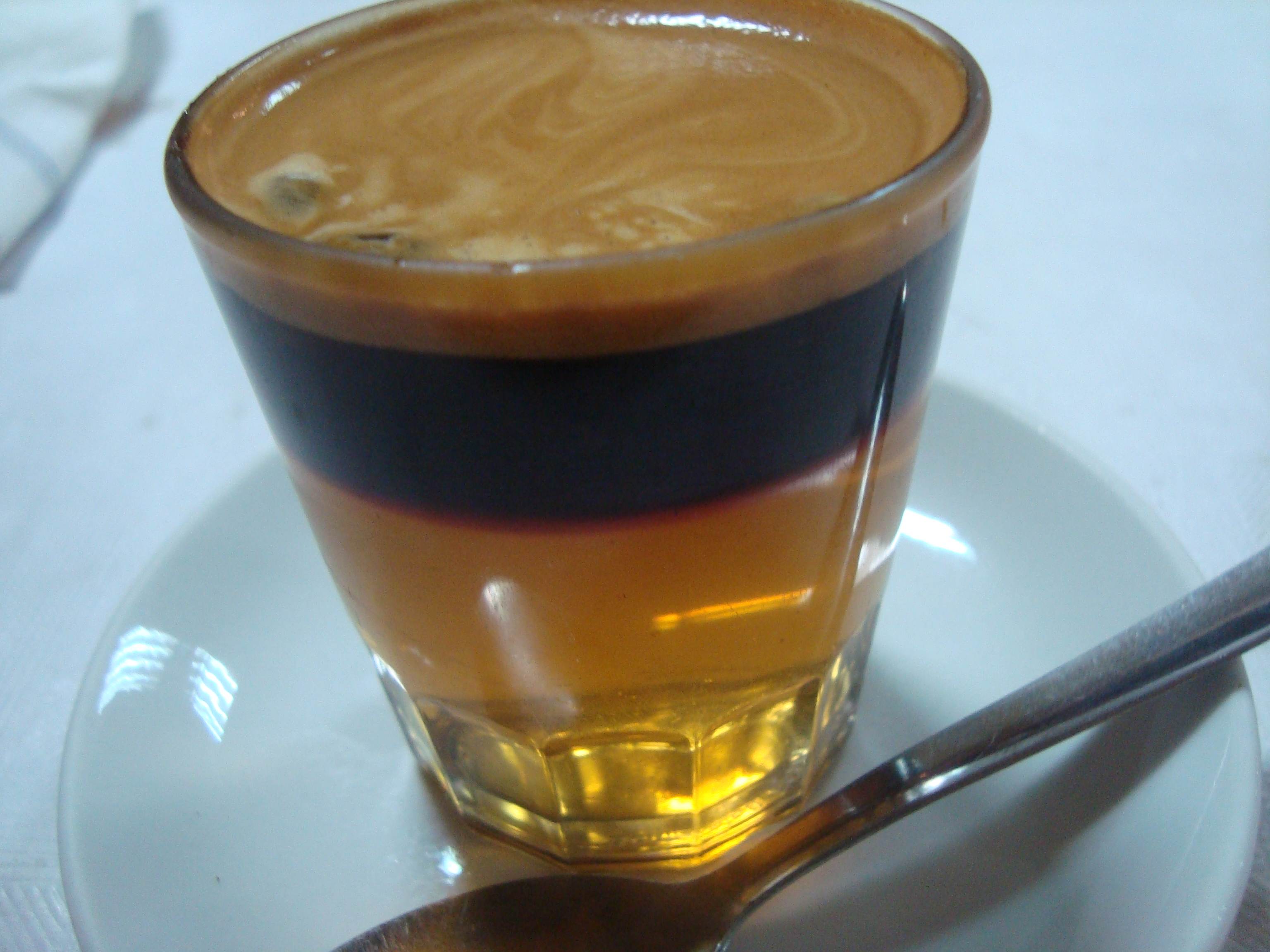
Bebida típica: Carajillo cremat (Torreblanca).

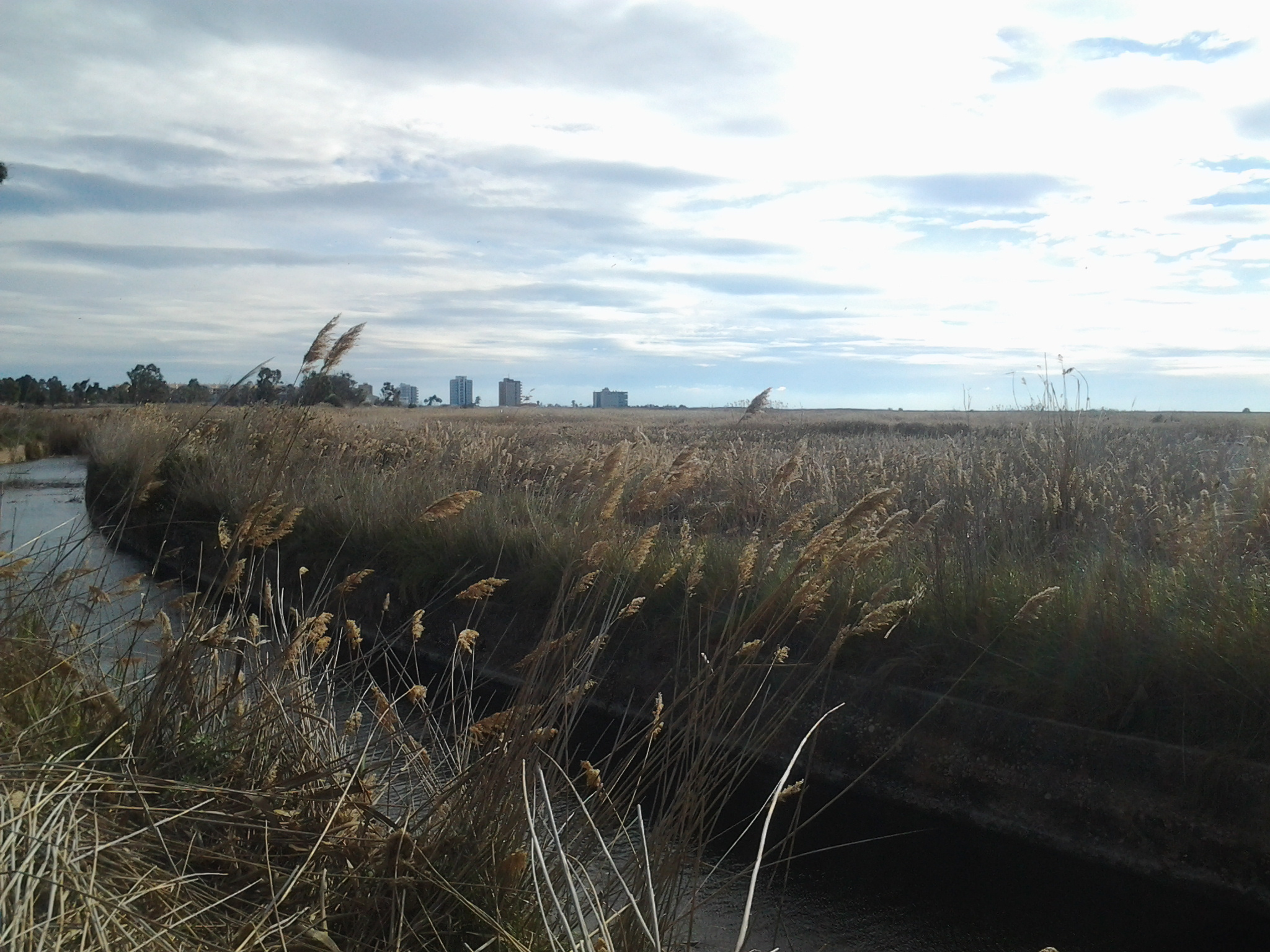
Parc natural del Prat de Cabanes-Torreblanca.